# Juntanreservoaren
Juntanreservoaren eller Juntan Shuiku (军潭水库; Jūntán shuǐkù) är en reservoar i Kina.   Den ligger i östra delen av provinsen Jiangxi, i den sydöstra delen av landet, 40 km sydost om Shangrao. 1 300 km söder om huvudstaden Peking vid Shiwudugangfloden (十五都港) som är en biflod fill Fengxifloden
Juntanreservoaren ligger 208 meter över havet. Arean är 0,85 kvadratkilometer. I omgivningarna runt Juntanreservoaren växer i huvudsak blandskog. Den sträcker sig 1,5 kilometer i nord-sydlig riktning, och 1,7 kilometer i öst-västlig riktning.